# Nui
Pour les articles homonymes, voir NUI.
Nui est un atoll des Tuvalu, un État-archipel d'Océanie.

## Géographie
Nui est située dans le sud des Tuvalu, au sud-est de l'atoll de Funafuti et au nord de l'île de Niulakita. Il s'agit d'un atoll de forme allongée dans le sens nord-sud et composé de 21 motus. Seul Fenua Tapu, le motu le plus méridional de l'atoll, est habité par 548 habitants. Cette population est essentiellement gilbertine contrairement au reste des Tuvalu.
Les motus de Nui sont Fenua Tapu (où se trouve le village de Tanrake), Meang, Motupuakaka, Pakantou, Piliaieve, Pongalei, Talalolae, Tokinivae, Unimai et douze autres îlots.

## Histoire
Alors peuplé de Gilbertins, Nui est le premier atoll découvert en janvier 1568 par Álvaro de Mendaña au cours de son premier voyage à travers l'océan Pacifique. L'atoll est baptisé isla de Jesús.

## Personnalités liées à l'atoll
- Pelenike Isaia, députée représentant l'atoll;
- Iakoba Italeli, député représentant l'atoll avant de devenir Gouverneur général;
- Isaia Italeli (en), personnalité politique inhumée sur l'atoll;
- Lakiloko Keakea, artiste née sur l'atoll;
- Mamao Keneseli (en), militante féministe;
- Alesana Seluka (en), député représentant l'atoll;